# Bundesautobahn 210
Bundesautobahn 210 eller A 210 er en motorvej i Tyskland. Den forbinder byerne Rendsborg og Kiel.